# Vincenzo Ragusa
Vincenzo Ragusa (Palermo, 8 juli 1841 – aldaar, 13 maart 1927) was een beeldhouwer in het koninkrijk Italië. Tevoren vocht hij als Roodhemd voor de eenmaking van Italië. Ragusa is het meest bekend van zijn beeldhouwkunst in Japanse stijl.

## Levensloop
Ragusa was de zoon van een lakei bij markies Mango. Hij leerde het vak van ivoorsnijder. Aan de leeftijd van negentien jaar sloot hij zich aan bij het opstandelingenleger der Roodhemden, onder leiding van Giuseppe Garibaldi. Dit leger bestond uit vrijwilligers die allen de eenmaking van Italië wensten. Ragusa sloot zich aan bij de Impresa dei Mille die het koninkrijk der Beide Siciliën omverwierp; zijn bevelhebber was Nino Bixio (1821-1873). Ragusa bevond zich in een regiment met kunstenaars. Zo vocht Ragusa in de Slag van Volturno (1860), nabij Capua in Zuid-Italië, tegen de troepen van het Huis Bourbon-Sicilië.
Na de oorlog startte Ragusa op eigen houtje als beeldhouwer. De Accademia di Brera in Milaan reikte hem de eerste prijs uit in 1872. Drie jaar later reikte de Accademia di Brera hem een erediploma uit van beeldhouwkunst (1875) zodat hij alsnog het diploma had.
In 1878 nam Ragusa deel aan een wedstrijd die de Japanse regering had uitgeschreven. Het was de Meijiperiode, wat een openheid naar het Westen betekende tijdens het bewind van keizer Meiji. Ragusa won de wedstrijd. De Japanse regering gaf hem de opdracht een school voor kunstonderwijs uit te bouwen in Tokio. Ragusa was vergezeld van de kunstschilder Antonio Fontanese en de architect Giovanni Cappelletti. Van 1878 tot 1882 werkte Ragusa in Tokio, tot de school haar deuren sloot. Zijn tijd in Tokio was naar zijn zeggen een leerschool voor hem. Keizer Meiji vroeg hem eens een beeld van hem te maken. Veel later bezorgde de keizer hem het ereteken vijfde klasse van de Orde van de Rijzende Zon (1884). 
Ragusa keerde naar zijn geboortestad Palermo terug, doch niet alleen (1882). Met hem reisde het gezin van Kiyohara Einosuke en zijn vrouw, twee kunstenaars, alsook hun dochter Kiyohara Tama (1831-1939). Zij gaf les aan de door Ragusa gestichte kunsthogeschool van Palermo. De naam van deze kunstacademie was Scuola Superiore d’Arte Applicata, nadien Istituto d’Arte di Palermo genoemd. Zes jaar later trok het Japanse echtpaar terug naar Tokio (1888) doch hun dochter lieten ze achter bij Ragusa. Zij werd zijn vrouw in 1889. Kiyoara Tama noemde zich voortaan Eleonora Ragusa. Zij gaf les aan vrouwelijke studenten in de kunstacademie van haar man. Ragusa werkte tientallen beelden hoofdzakelijk voorstellingen van een persoon uit Japan. Het ruiterstandbeeld van Giuseppe Garibaldi in Palermo is hier een uitzondering op.
Ragusa stierf in 1927. Weduwe Kiyoara Tama gaf verder zes jaar les tot ze in 1933 terugkeerde naar Tokio. Twee kranten aldaar berichtten over haar leven, zodat zij enige bekendheid genoot. Zij schonk heel wat beelden van Ragusa aan de Keizerlijke Kunstacademie; deze beelden zijn na een scholenfusie terecht gekomen in de Tokyo University of the Arts. Van de keizerlijke familie is geweten dat zij enkele beeldhouwwerken van Ragusa bezitten, onder meer een beeld van keizer Napoleon I van Frankrijk.

## Illustraties

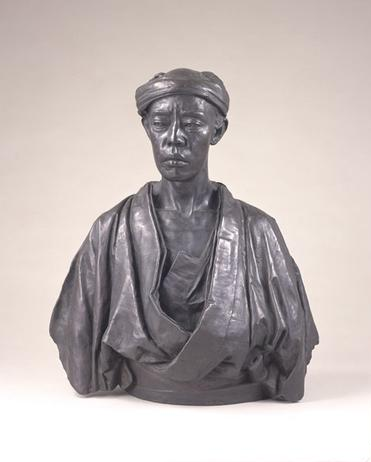
Japanse acteur, jaren 1880
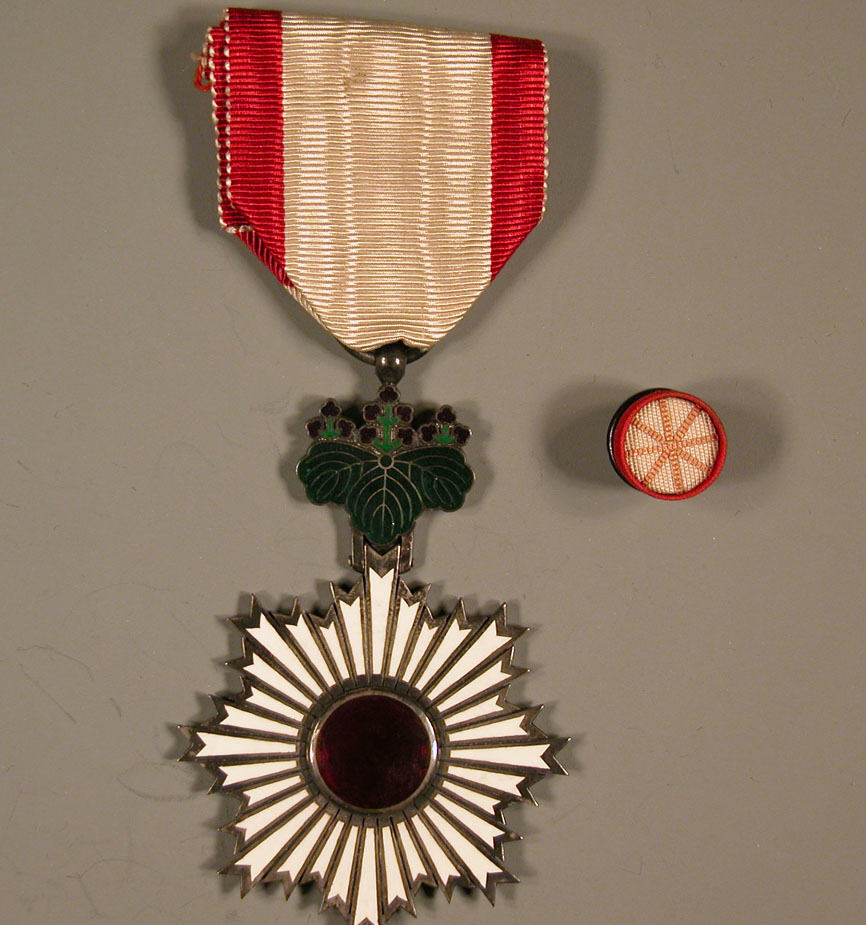
Vijfde klasse van de Orde van de Rijzende Zon
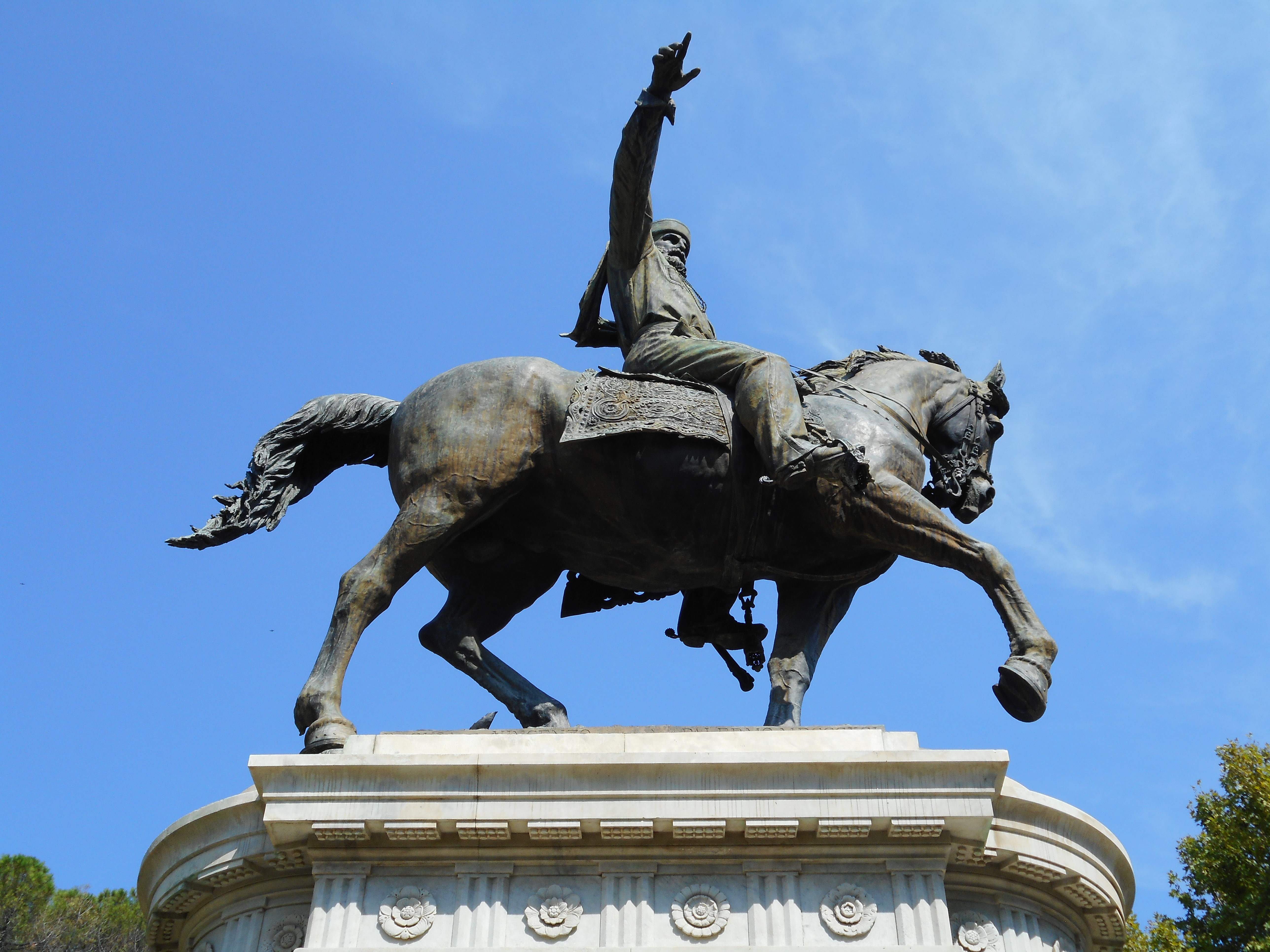
Ruiterstandbeeld van Garibaldi in Palermo
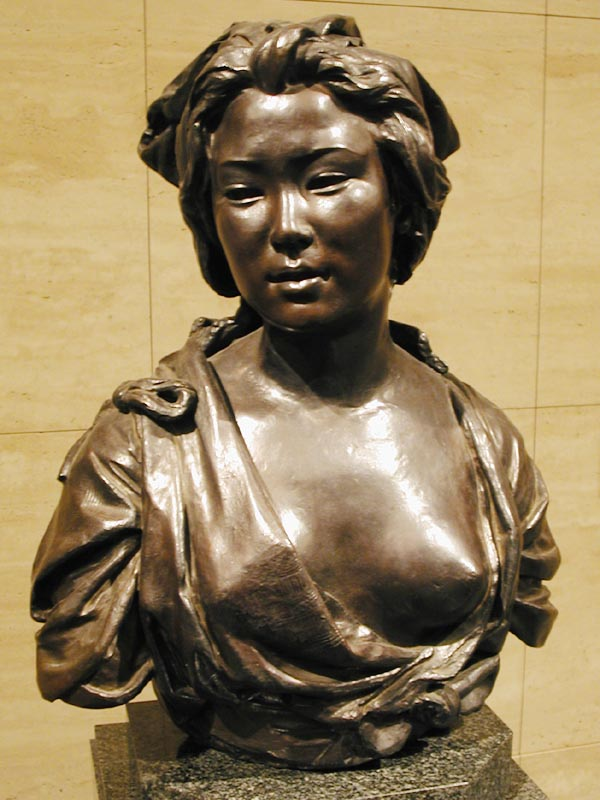
Japanese, beeld uit 1881
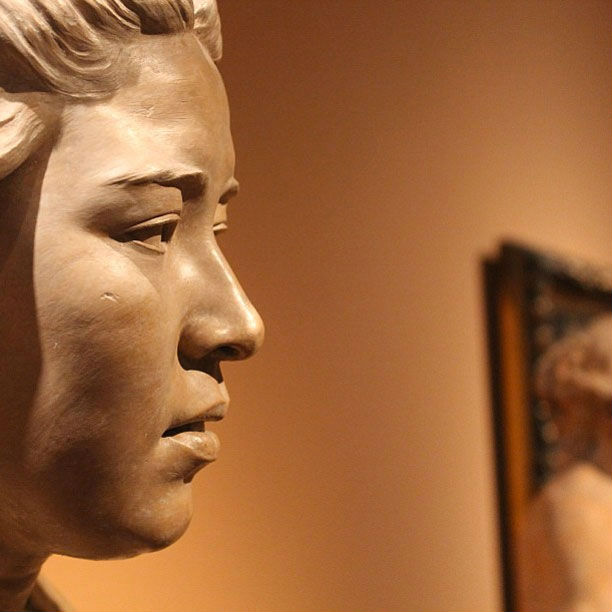
Beeld van zijn echtgenote, 1883
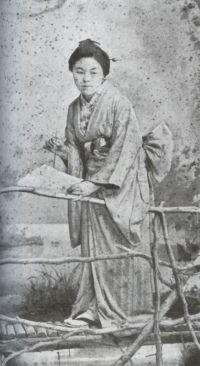
Zijn echtgenote Kiyoharma Tama